# ソコニシン科
ソコニシン科（学名：Bathyclupeidae）は、スズキ目スズキ亜目に所属する魚類の分類群（科）の一つ。ソコニシンなど外洋で生活する深海魚を中心に、少なくとも1属7種が含まれる。科名（模式属名）の由来は、ギリシア語の「bathys（深い）」とラテン語の「clupea（イワシ・ニシン）」から。

## 分布・生態
ソコニシン科の魚類はすべて海水魚で、西部太平洋からインド洋にかけて、およびメキシコ湾周辺の外洋に分布する。海底から離れた深海の中層を漂泳して生活するものとみられ、水深300-800mの範囲からの報告が多い。日本近海からはソコニシン1種のみが知られていたが、2014年に新種として Bathyclupea nikparini が高知沖から報告されている。
採集されることが比較的稀なグループであり、本科魚類の生活史についてはほとんどわかっていない。

## 形態
左右に平たく側扁し、イワシやニシン類と似た体型をもつ。一般的に小型の魚類で、体長は最大でも20cm程度である。
背鰭は1つで、体の後方寄りに位置する。背鰭の棘条を欠き、軟条は8-10本。臀鰭の基底は長く、1本の棘条と24-39本の軟条で構成される。背鰭・臀鰭ともに鱗で覆われ、本科の英語での別名「deep-sea scalyfin」の由来となっている。胸鰭は26-30軟条で、鰭条はやや長い。口は前上顎骨と主上顎骨によって縁取られる。椎骨は31個。

## 分類
ソコニシン科にはNelson（2016）の体系において、ソコニシン属のみ1属7種が認められている。これに加えて、2014年には日本近海産の1種を含む2種が新種として記載されたほか、新属として Neobathyclupea 属の設置が提唱された。
本科はかつてニシン類と近縁と考えられ、1940年代には独立の「ソコニシン目（Bathyclupeiformes）」としてニシン目に続く位置に置かれたこともあるが、以後はスズキ目の一部としての位置付けが確立している。
- ソコニシン属 Bathyclupea
  - ソコニシン[8] Bathyclupea argentea[9]
  - Bathyclupea elongata
  - Bathyclupea gracilis
  - Bathyclupea hoskynii
  - Bathyclupea malayana
  - Bathyclupea megaceps
  - Bathyclupea schroederi